# The Man in the High Castle (televisieserie)
The Man in the High Castle is een Amerikaanse televisieserie gebaseerd op het gelijknamige boek van Philip K. Dick.  Het verhaal speelt zich af in een parallel universum waarin de Asmogendheden Wereldoorlog II hebben gewonnen. De serie werd geproduceerd door onder andere Amazon Studios.
In het parallelle universum hebben nazi-Duitsland en het Japans Keizerrijk de Verenigde Staten opgedeeld in drie delen. Het oosten als deel van het Greater Nazi Reich met New York als hoofdstad, het westen als  Japanese Pacific States met San Francisco als hoofdstad en, in het midden, dat de Rocky Mountains omvat, ligt de Neutrale Zone met Cañon City als hoofdstad.
De pilotaflevering werd uitgezonden in januari 2015. Het vierde seizoen ging in november 2019 in première.

## Hoofdrollen
| Acteur               | Personage       | Aantal afleveringen | Aantal afleveringen | Aantal afleveringen | Aantal afleveringen |
| Acteur               | Personage       | S1                  | S2                  | S3                  | S4                  |
| -------------------- | --------------- | ------------------- | ------------------- | ------------------- | ------------------- |
| Alexa Davalos        | Juliana Crain   | 10                  | 10                  | 10                  | 10                  |
| Rufus Sewell         | John Smith      | 10                  | 10                  | 10                  | 10                  |
| Joel de la Fuente    | Inspector Kido  | 10                  | 10                  | 9                   | 10                  |
| Brennan Brown        | Robert Childan  | 4                   | 8                   | 9                   | 9                   |
| Chelah Horsdal       | Helen Smith     | 5                   | 10                  | 10                  | 10                  |
| Cary-Hiroyuki Tagawa | Nobusuke Tagomi | 10                  | 9                   | 10                  |                     |
| DJ Qualls            | Ed McCarthy     | 10                  | 7                   | 9                   |                     |
| Luke Kleintank       | Joe Blake       | 10                  | 9                   | 6                   |                     |
| Rupert Evans         | Frank Fink      | 10                  | 9                   | 8                   |                     |
| Michael Gaston       | Mark Sampson    | 3                   | 1                   | 10                  |                     |
| Bella Heathcote      | Nicole Dörmer   |                     | 7                   | 9                   |                     |
| Callum Keith Rennie  | Gary Connell    |                     | 8                   |                     |                     |
| Jason O'Mara         | Wyatt Price     |                     |                     | 7                   | 10                  |
| Frances Turner       | Bell Mallory    |                     |                     |                     | 10                  |